# Souamaa (wilaya de M'Sila)
Pour les articles homonymes, voir Souamaa.
Souamaa est une commune de la wilaya de M'Sila en Algérie.